# Tobias Svarre
Tobias Svarre (Faxe, 19 juli 2004) is een Deens wielrenner.

## Carrière
Als tweedejaars junior, in 2022, won Svarre de Trofeo Emilio Paganessi en werd hij zesde in het eindklassement van de GP Rüebliland. In 2023 maakte hij de overstap naar Team ColoQuick. Namens die ploeg werd hij dat jaar onder meer zeventiende in het eindklassement van zowel de Ronde van Opper-Oostenrijk als de Ronde van Denemarken. In 2024 werd hij derde in de Sundvolden GP. In mei 2025 won hij een etappe in de Orlen Nations Grand Prix. Medio juli van dat jaar werd bekend dat hij, met ingang van 2026, een profcontract bij Uno-X Mobility had getekend.

## Overwinningen
2022
Trofeo Emilio Paganessi
2025
3e etappe Orlen Nations Grand Prix

## Ploegen
- 2023 –  Team ColoQuick
- 2024 –  Team ColoQuick
- 2025 –  Team ColoQuick
- 2025 –  Uno-X Mobility (stagiair vanaf 1 augustus)